# ويندي واتسون
ويندي واتسون (8 يونيو 1960 - ) (بالإنجليزية: Wendy Watson)‏ هي لاعبة كريكت بريطانية.

## وصلات خارجية
- ويندي واتسون على موقع إي آس بي آن كريك إنفو (الإنجليزية)